# Camille Mortenol
Camille Mortenol, né le 29 novembre 1859 à Pointe-à-Pitre (Guadeloupe) et mort le 22 décembre 1930 à Paris 15e, est un officier supérieur français, polytechnicien, capitaine de vaisseau de la Marine nationale.
Officier sous la Troisième République, il participe, à plusieurs reprises, aux campagnes militaires que mène la France dans le cadre de sa politique coloniale et assure la défense antiaérienne de Paris durant la Première Guerre mondiale.

## Biographie

### Origines familiales

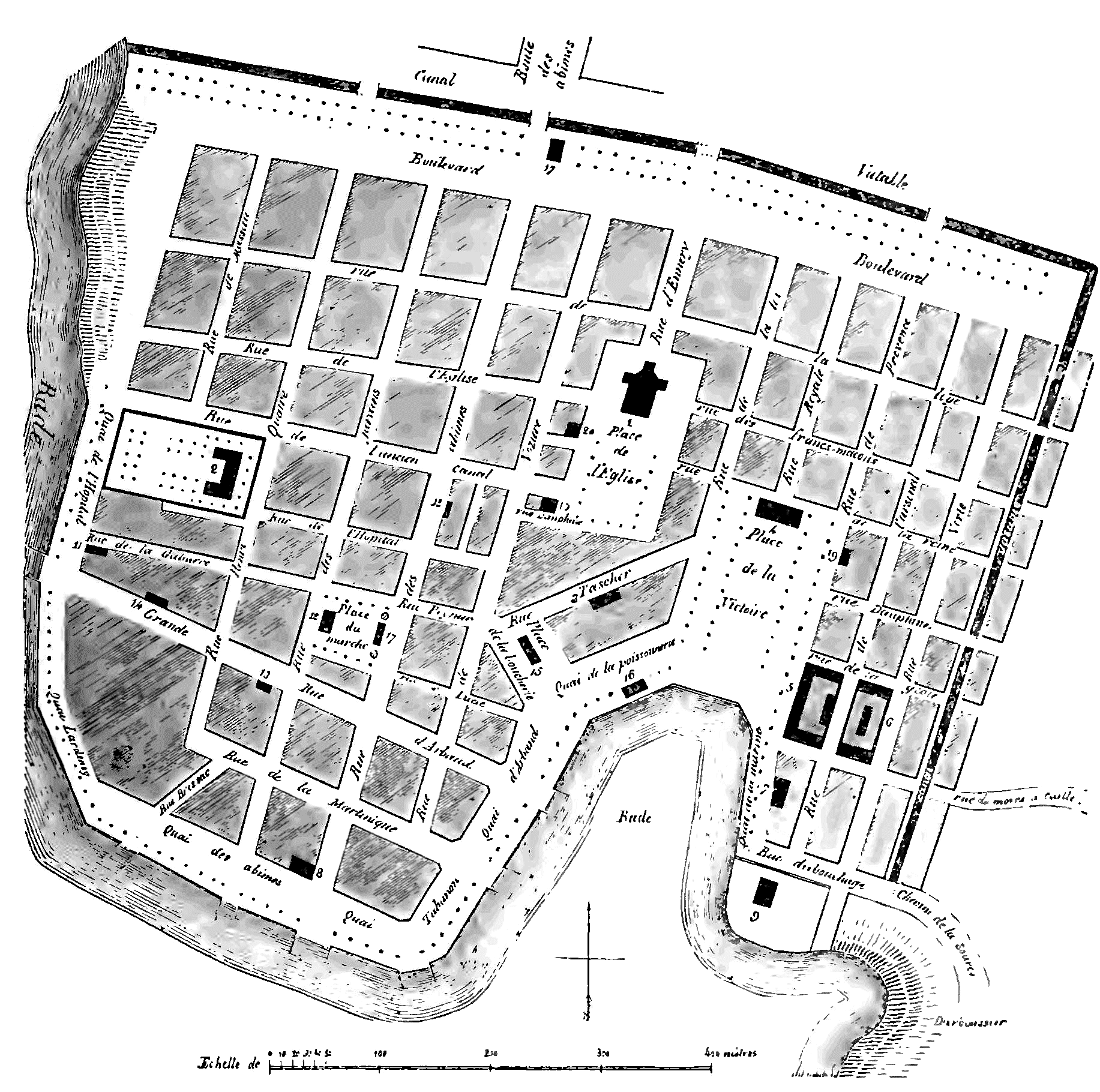
Plan de Pointe-à-Pitre en 1843.

Sosthène Héliodore Camille Mortenol naît à Pointe-à-Pitre, le 29 novembre 1859,, la ville étant encore marquée par le séisme de 1843 aux Petites Antilles. Issu d’un milieu modeste, il est le troisième et dernier enfant d’un dénommé « André » né en Afrique vers 1809 et affranchi le 23 juillet 1847, à l’âge de 38 ans.
En parvenant à racheter sa liberté au prix de deux mille quatre cents francs par un arrêté du gouverneur de la Guadeloupe,, son père aurait alors déclaré au commissaire royal qui recevait cette somme : « Vous m’avez pris sur la terre d’Afrique pour faire de moi un esclave. Rendez-moi aujourd’hui ma liberté ! ».
L’ancien esclave prend alors le nom patronymique de Mortenol. Au moment de la naissance de Camille, il exerce le métier de voilier et plus tard, selon certains documents de négociants, de maître voilier. Quant à son épouse Julienne Toussaint, couturière de métier, elle est aussi une esclave née vers 1834. Le couple s'est marié le 18 août 1855 à Pointe-à-Pitre,.
Camille a un frère aîné Eugène André, né à Pointe-à-Pitre le 7 juin 1856, et une sœur cadette Marie Adèle, née à Pointe-à-Pitre le 27 juin 1858,. Un certain mystère plane sur sa vie.
Le registre d'état-civil de Pointe-à-Pitre mentionne en effet à la date du 25 juin 1885 le décès d'un certain Sosthène Héliodore Camille Mortenol, né le 29 novembre 1859, fils d'André Mortenol et de Julienna Toussaint,, décès publié également dans Le Courrier de la Guadeloupe : « 25 – Mortenol (Sosthène-Eléodore-Camille), âgé de vingt-six ans, voilier ». Le défunt déclaré aurait-il usurpé l'identité de quelqu'un toujours en vie ?
Dans son ouvrage Mortenol, ou, Les infortunes de la servitude, Oruno Denis Lara (en) se penche sur cette énigme. Selon lui, André Mortenol, le père de famille, convaincu par des amis des chances éventuelles de réussite scolaire de son fils aîné Eugène André, brillant élève à l'école communale de Pointe-à-Pitre, l'aurait inscrit au séminaire-collège diocésain de Basse-Terre sous l'identité de Camille, moins doué que son frère.
Le changement d'identité peut s'opérer discrètement, loin de Pointe-à-Pitre où la famille a des parents et amis. Ce rajeunissement de trois ans aurait permis au désormais dénommé Sosthène Héliodore Camille de poursuivre des études secondaires jusqu'au baccalauréat puis des études supérieures gratuites sans soupçonner le destin qu'elles lui offriraient.

### Formation

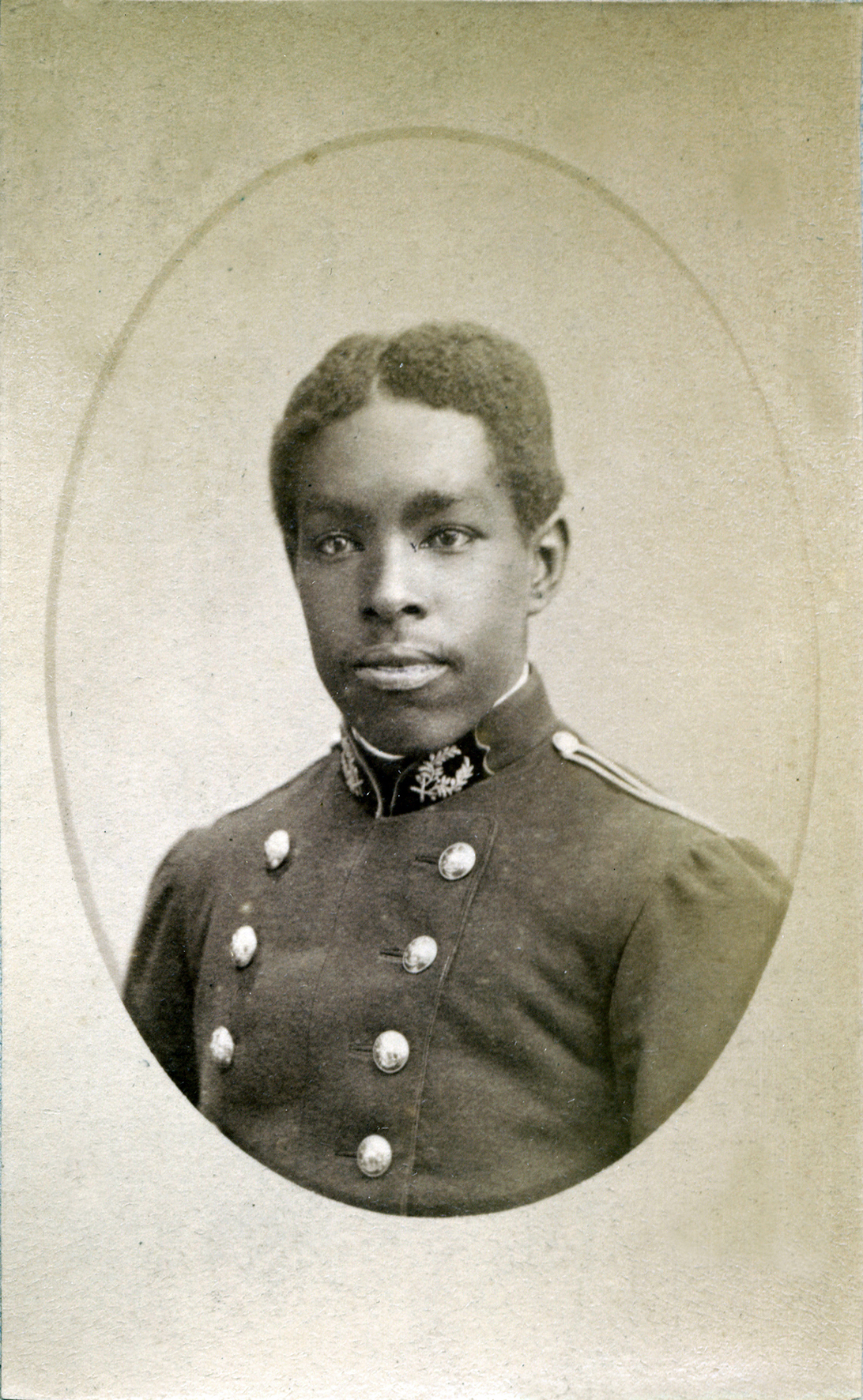
Camille Mortenol, élève officier guadeloupéen à l'École polytechnique de Paris.

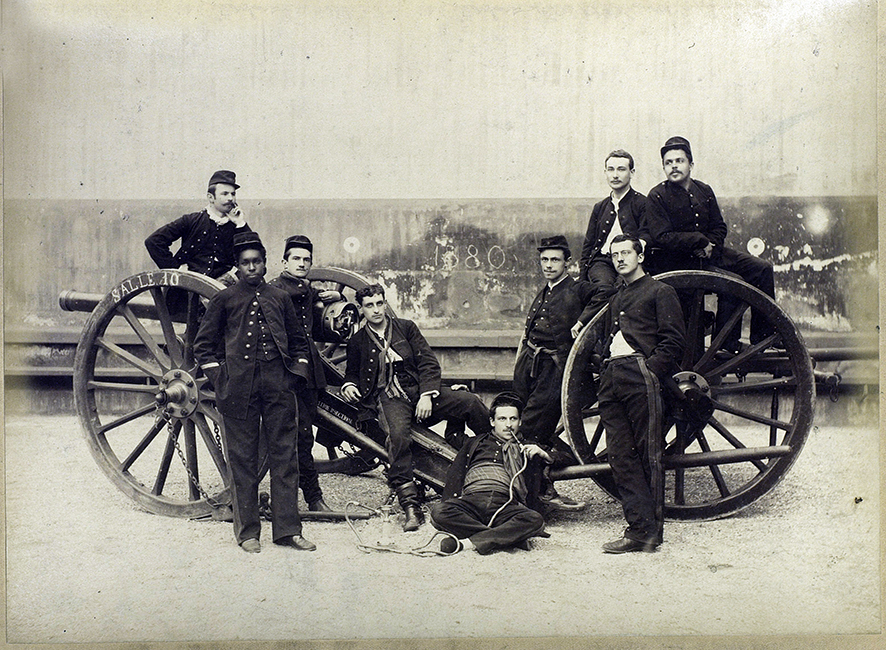
Camille Mortenol, élève officier guadeloupéen à l'École polytechnique de Paris, 1880.

Sosthène Héliodore Camille Mortenol commence ses études à l'externat des frères de Ploërmel de Pointe-à-Pitre qui avaient alors la charge de l’enseignement primaire, et les poursuit ensuite au séminaire-collège diocésain de Basse-Terre fondé par Mgr Lacarrière le 1er janvier 1852. Ses bons résultats, notamment en mathématiques, le font remarquer par Victor Schœlcher qui lui apporte son soutien et son aide. Ainsi bénéficie-t-il d’une demi bourse du gouvernement (arrêté du 30 novembre 1875) qui complète la demi bourse locale et d’un passage sur un bateau Le Finistère pour poursuivre ses études secondaires au lycée Montaigne à Bordeaux,.
En 1877, Camille Mortenol obtient son baccalauréat ès sciences et prépare ensuite le concours d’entrée à l'École polytechnique où il est reçu en 1880 19e sur 209 reçus. Au même moment, il est également reçu 3e à Saint-Cyr mais préfère toutefois opter pour Polytechnique où il entre le 1er novembre 1880.

Camille Mortenol est le troisième homme de couleur — on dit alors « nègre » — et premier guadeloupéen à intégrer cette école, et à l'occasion de la séance des cotes, il est accueilli à l'époque en ces termes par les ans (les anciens, c'est-à-dire les deuxième année selon le jargon de l'X) qui créent pour l'occasion la cote nègre : 

« Ah ! c'est toi le nègre. C'est bien, conscrard, continue ! Je t'ai reconnu à ta face luisante, aux reflets brillants, sur laquelle se détachent deux yeux blancs comme deux rostos de sapin dans les ténèbres de la nuit. Si tu es nègre, nous sommes blancs ; à chacun sa couleur et qui pourrait dire quelle est la meilleure ? Si même la tienne valait moins, tu n'en aurais que plus de mérite à entrer dans la première École du monde, à ce qu'on dit. Tu peux être assuré d'avoir toutes les sympathies de tes ans. Nous t'avons coté parce que l'admission d'un noir à l'X ne s'était jamais vue ; mais nous ne songeons pas à te tourner en ridicule ; nous ne voyons en toi qu'un bon camarade auquel nous sommes heureux de serrer la main. »

Une autre anecdote célèbre voudrait que Mac-Mahon, visitant l’École en 1881, se soit adressé à Mortenol en lui disant : « C’est vous le nègre ?… Très bien mon ami… Continuez… »,.
Sa scolarité est remarquable — 30e à son passage dans la première division — et à sa sortie en 1882, où il se classe 18e sur 205, Camille Mortenol opte pour une carrière d’officier de marine : il est le premier des quatre polytechniciens choisissant ce corps. Le 1er octobre 1882, il est admis dans la Royale.

### Officier de marine

#### Un marin remarqué

##### 1882 - 1890
C’est sur une frégate à voile de 2e classe armée en transport, l’Alceste, que Camille Mortenol embarque à Brest pour effectuer son apprentissage de marin. Dès le 1er octobre 1882, il y est promu aspirant de 1re classe. Peu après, il prend part à une « croisière d’instruction » qui l’emmène le long des côtes africaines. À l’issue de cette période, bien noté par ses supérieurs,, il embarque sur l’Amiral Duperré qui le conduit à travers la Méditerranée entre novembre 1883 et mai 1884.
Le mois suivant, il est affecté à Rochefort sur l’aviso Bisson qui est envoyé à Madagascar, la première campagne militaire du jeune officier. Il y est promu enseigne de vaisseau le 1er octobre 1884. Le 17 décembre 1885, au lendemain de la signature d’un traité de paix, il peut enfin rejoindre la France, où il arrive en mars de l’année suivante, après deux années passées en mer.
Mortenol est alors affecté à la division navale du Levant et sert comme officier en second sur la canonnière Capricorne avec laquelle il parcourt l’océan Indien. Ensuite, entre octobre 1887 et juillet 1889, il fait son retour sur l’Alceste en tant que second mais le navire a alors été transformé en ponton-hôpital à Libreville. Le 25 août 1889, il y obtient le grade de lieutenant de vaisseau,.

##### 1890 - 1900
L’hiver suivant, il rend visite à sa famille restée dans les Antilles. À son retour, il effectue en 1890 un stage à Toulon sur l’Algésiras, un vaisseau-école des torpilles. Il y reste entre août et décembre 1890 et il en sort breveté torpilleur. Au mois de mars de l’année suivante il est envoyé à la défense mobile de Cherbourg et reçoit le commandement du torpilleur Dehorter. Un an plus tard, en avril 1892, il est transféré dans l’escadre de réserve en Méditerranée occidentale et au Levant sur le croiseur Cécille où il est chargé du service des torpilles.
Son séjour y est à nouveau bref car, au mois de janvier 1894 il est affecté au cuirassé garde-côtes Jemmapes sur lequel il est nommé chef du service de l’artillerie. La même année, il est affecté au corps expéditionnaire chargé de la conquête de Madagascar. Le général Duchesne s'est vu confier le commandement, et les opérations de la division navale sont dirigées par le capitaine de vaisseau Bienaimé. Mortenol participe à plusieurs combats terrestres, dont la prise du fort malgache (rova) de Marovoay le 2 mai 1895 et celle de Maevatanana le 9 juin.
Après la prise de Tananarive le 30 septembre 1895 par le corps expéditionnaire français, il fait partie des officiers qui entourent le général Gallieni chargé de la « pacification » de Madagascar. Ses faits d’armes lui valent d’être fait le 19 août 1895 chevalier de la Légion d'honneur par le président de la République Félix Faure en personne.
En mai 1896 il embarque pour deux années sur le croiseur Fabert sur lequel il occupe le poste de second. Il croise alors à nouveau au large de Madagascar. Son commandant, le capitaine de frégate Forestier, écrit à son sujet le 15 août 1896 : « Monsieur Mortenol est un excellent officier, dont j’ai déjà eu l’occasion d’apprécier les services. La seule chose qui lui soit préjudiciable est sa race, et je crains qu’elle soit incompatible avec les positions élevées de la Marine, que son mérite et son instruction pourraient peut-être lui permettre d’atteindre sans cela ».
En mai 1898, diminué par le paludisme qui le poursuivra tout au long de sa carrière, il rentre en France à bord du paquebot Pei Ho. Après une période de convalescence, il est affecté à la défense mobile de Toulon et sert sur différents bâtiments. Il retrouve d’abord en 1898 l’Algésiras et l'école des torpilles,, puis est désigné pour embarquer sur le vaisseau-école la Couronne.
Dans une note du 25 juillet 1899, le capitaine de frégate Arden, commandant de la défense mobile porte sur Mortenol cette appréciation : « On ne peut se dissimuler que la couleur de cet officier peut être une source de petits ennuis. Il y a là un préjugé avec lequel on ne peut s’empêcher de compter, et j’ai eu l’occasion de voir l’étonnement accompagné d’exclamations et de remarques des populations des ports voyant arriver un torpilleur commandé par un officier nègre ».

##### 1900 - 1910

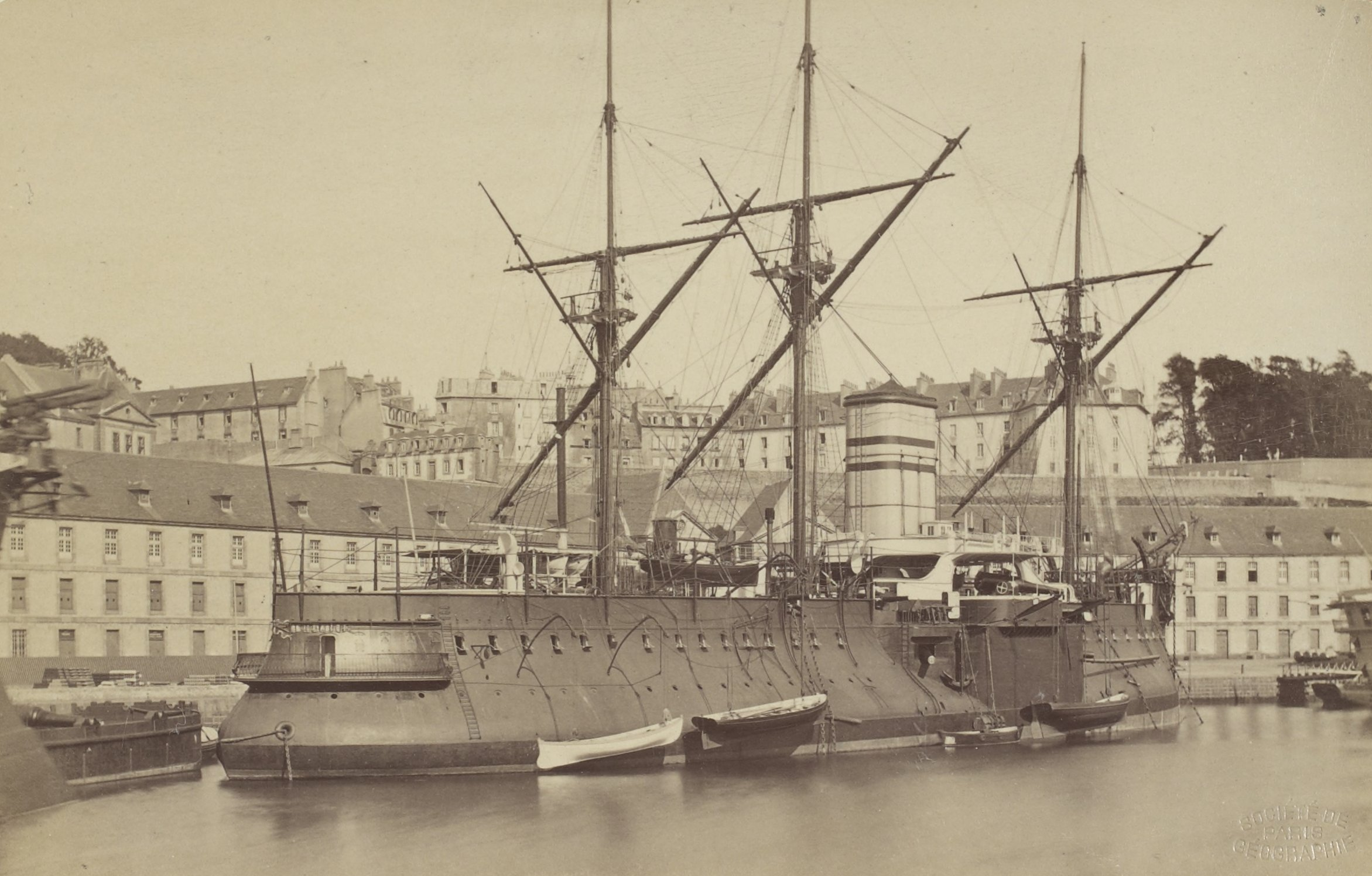
Le Redoutable au port de Brest (James Jackson, 1882).

Mortenol est désigné ensuite le 14 février 1899 pour prendre le commandement d'un torpilleur de la défense mobile de Toulon avant de prendre le 1er mars 1900 le commandement d'un groupe de torpilleurs d'escadre en réserve de 2e catégorie, le groupe Aventurier - Argonaute. Au cours de l’été 1900 il est à nouveau en mission en Afrique. Le 19 juillet il y obtient le commandement de l’Alcyon, un aviso à roues stationné à Libreville,.
Il parcourt alors les côtes et les fleuves alentour et collabore notamment à la répression de révoltes locales (expédition de l'Ogooué). Au mois de juin 1902 il doit cependant une nouvelle fois rentrer en France pour une période de convalescence. Après cela, on lui confie des missions à l’état-major de Brest à partir de janvier 1903.
Mortenol renouvelle en 1903 sa demande d’admission à l’École supérieure de Marine, qui aurait pu lui valoir les étoiles d’amiral. Candidat no 1 sur 5 du préfet maritime de Brest, avec une appréciation particulièrement élogieuse, il n’est cependant pas retenu par son ministère. peut-être sa couleur de peau ou l'affaire des fiches en sont-ils la raison. Cela ne l’empêche toutefois pas d’être promu capitaine de frégate le 7 avril 1904 et d’être nommé second du croiseur cuirassé Bruix.
À la fin de l’année, Mortenol est désigné pour embarquer, comme officier en second, sur le cuirassé Le Redoutable et se retrouve du côté de Saïgon, dans la division de réserve de l'escadre de l'Extrême-Orient. En 1907, il doit effectuer un nouveau séjour de convalescence en France. À son retour il est affecté à la division navale de l’océan Indien et sert en Indochine à la tête du contre-torpilleur Pistolet et de la 2e flottille de torpilleurs des mers de Chine. En avril 1908 on lui donne également le commandement de la 1re flottille.
Le 22 juillet de l’année suivante il rentre en permission en France puis est de nouveau en congé de convalescence. À la fin de l’année 1909, il est une nouvelle fois affecté au sein de l’état-major de Brest.

##### 1910 - 1915
Mortenol prend le commandement de la défense fixe de Brest le 20 mars 1911. Le 12 juillet 1911 il est promu officier de la Légion d’honneur puis capitaine de vaisseau le 7 septembre de l'année suivante. Le même mois, il est nommé à la tête des services maritimes de la défense de Brest. À partir de mars 1914 il est chargé en plus de cela du désarmement du cuirassé Carnot, tâche peu exaltante qui l’occupe jusqu’à l’été 1915.
Mortenol a 55 ans quand la guerre éclate ; il cherche à s’employer de façon vraiment utile à son pays, d’autant que l’approche de la retraite lui interdit désormais de briguer le commandement d’un grand cuirassé.

#### Rattrapé par les tourments de la Première Guerre mondiale

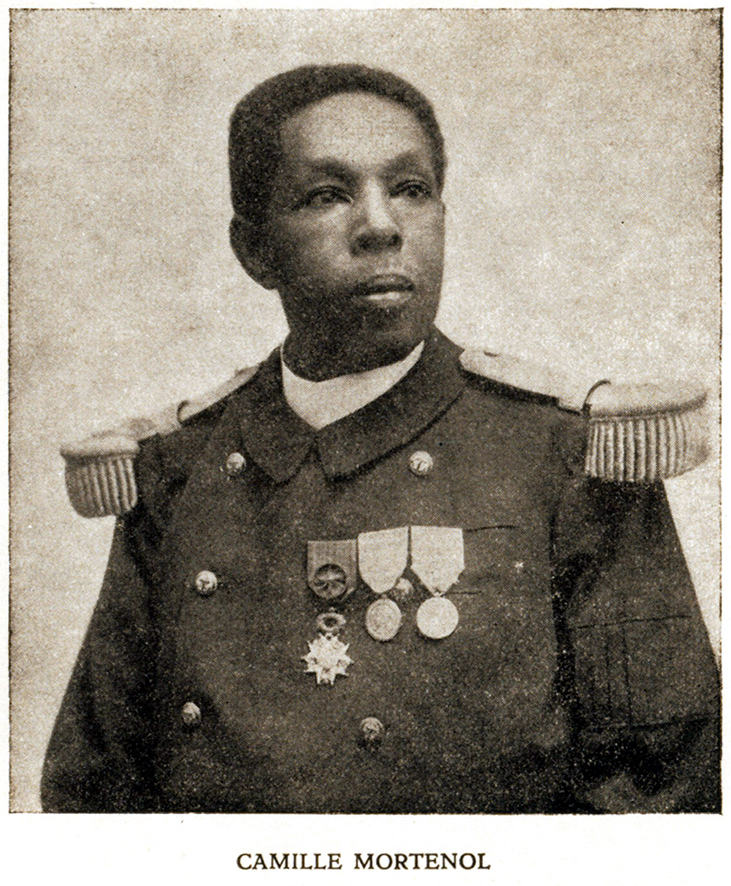
Camille Mortenol, officier supérieur guadeloupéen, défenseur de Paris et capitaine de vaisseau, 1917.

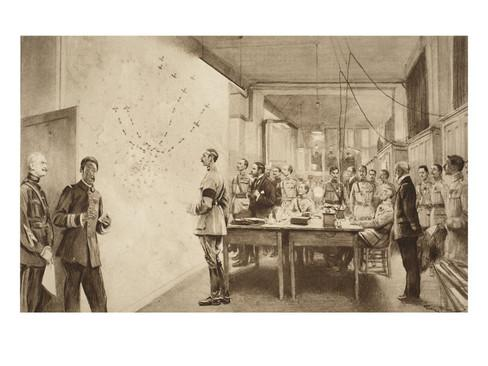
Camille Mortenol, officier supérieur guadeloupéen à la défense de Paris, 1917.

Au début de juillet 1915, à la suite du décès du capitaine de vaisseau Prère, il demande à le remplacer à la tête de la défense anti-aérienne de Paris. Sa sollicitation est rapidement validée par Gallieni, gouverneur de la capitale avec qui il a déjà servi à Madagascar et il prend ses fonctions au lycée Victor-Duruy où siège le général.
Lorsqu’il arrive à son nouveau poste il ne passe pas inaperçu, comme en témoigne par exemple le chef de bataillon Charles Arsène Pierret, alors à la tête du 3e bureau du gouvernement militaire de Paris, le 10 juillet : « Le successeur du commandant Prère, le capitaine de vaisseau Mortenol, est arrivé aujourd’hui pour prendre le commandement de la DCA ; c’est un nègre. On est plutôt surpris de voir ce noir pourvu de cinq galons et officier de la Légion d’Honneur ; il paraît qu’il est très intelligent ; c’est un ancien polytechnicien ».
Dès lors, l’officier endosse la responsabilité de défendre la capitale contre les attaques de l'aviation ennemie. Il occupe ce poste avec brio jusqu’à la fin de la guerre. En 1917, Mortenol est pourtant atteint par la limite de son grade. Le général Maunoury, gouverneur militaire de Paris, très satisfait de ses services, demande à le conserver. Paul Painlevé, ministre de la Guerre et bientôt président du Conseil, approuve cette proposition et Mortenol est nommé colonel d’artillerie dans la réserve de l’armée de Terre afin de pouvoir poursuivre sa mission.
Lorsqu’il prend ses fonctions, Paris est soumis à des bombardements aériens répétés des fameux Zeppelin, puis par une aviation allemande – Taube, Aviatik – longtemps supérieure à la française. Mortenol ne peut que constater de sérieuses lacunes matérielles. Les canons antiaériens sont des calibre 75 qui ne peuvent se redresser qu’à 45 degrés. Rapidement, il s’emploie à améliorer le fonctionnement de son service, à moderniser et à augmenter les moyens dont il dispose. On a installé un modèle expérimental, capable de se redresser à la verticale ; d’autres suivront.
Les postes de recherche aérienne ne disposent alors que d’un seul projecteur, de puissance réduite. Mortenol en obtient plusieurs, transférés d’autres secteurs ; plus tard, leur puissance éclairante est renforcée. De même, les transmissions se voient considérablement améliorées, doublées par des lignes de secours. À l’armistice, Mortenol commande à 10 000 hommes, dispose de 65 projecteurs de grand diamètre, de près de 200 canons réellement adaptés au combat antiaérien — contre 10 au début de la guerre,. Il ne quitte finalement ses fonctions que le 15 mai 1919.
Le 16 juin 1920, il est à nouveau honoré par la France et élevé au rang de commandeur de la Légion d’Honneur, avec la citation suivante : « Officier supérieur du plus grand mérite, à son poste jour et nuit pour veiller sur Paris, assure ses fonctions avec un rare dévouement et une compétence éclairée ». Une prise d'armes a lieu le 6 octobre 1921 dans la cour d'honneur des Invalides pour la remise de la décoration. Le 7 mars 1922, il est finalement rayé des réserves de la Marine. Le 10 janvier 1925, il l’est également de l’armée de Terre.
À sa retraite, résidant à Paris, il s’engage dans l’association France-Colonies et s’occupe du bien-être de ses compatriotes guadeloupéens, en particulier des marins pêcheurs. Il meurt le 22 décembre 1930  à Paris (15e arrondissement) au no 5 rue François-Coppée,,, et est inhumé au cimetière voisin de Vaugirard (division 5). La Guadeloupe perdait en lui « un de ses plus glorieux enfants, un grand et vaillant soldat, aussi modeste que brave ».
Comme l’a écrit Jean-Claude Degras : « La réussite de Mortenol a une portée symbolique incontestable dans l’inconscient collectif. Ses compatriotes l’ont perçu comme le premier à avoir rompu avec le cercle infernal de l’inégalité et du racisme ». Le même auteur rappelle qu’en décembre 1950, le Guyanais Gaston Monnerville, lui-même descendant d’esclave devenu président du Conseil de la République, attestait que « Mortenol [était] un admirable exemple. Mieux, un modèle ».

### Vie familiale
Bien qu’il ne soit revenu qu’une seule fois en Guadeloupe (en fin 1889, il y passe plusieurs semaines de convalescence), il a toujours gardé des liens avec son île natale, rédigeant plusieurs articles pour des journaux locaux tels que Les Nouvellistes et fréquentant ses compatriotes guadeloupéens installés à Paris. Il y épouse le 9 septembre 1902 à Paris (14e arrondissement) Marie-Louise Vitalo, née le 17 mai 1866 à Cayenne, veuve d’un professeur de mathématiques,. Le couple n’a pas d’enfant et sa femme meurt à Brest le 28 juillet 1912 après dix années de mariage.

## Carrière militaire
- enseigne de vaisseau le 1er octobre 1884[44]
- lieutenant de vaisseau le 25 août 1889[45]
- capitaine de frégate le 7 avril 1904[61]
- capitaine de vaisseau le 7 septembre 1912[66]

## Distinctions
- Commandeur de la Légion d'honneur (1er septembre 1920)[65],[Note 12]
  -  Officier de la Légion d'honneur (12 juillet 1911)[65],[Note 13]
  -  Chevalier de la Légion d'honneur, décoré par le président de la République Félix Faure (31 août 1895)[65],[Note 14][50]
- Médaille commémorative de Madagascar
- Ordre du Dragon d'Annam[82]
- Ordre de la Couronne (Prusse) (1909)[83]

## Hommages

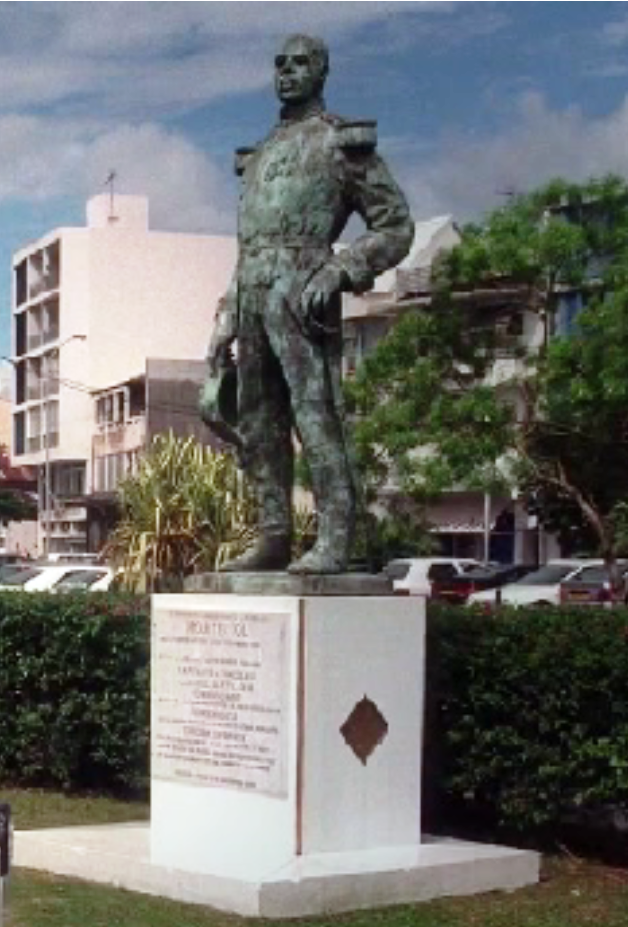
Statue de Camille Mortenol à Pointe-à-Pitre (1995).

Si une démarche pour le faire entrer au Panthéon en 1937 est restée sans suite, quelques témoignages demeurent :
- Une plaque commémorative pour célébrer le centenaire de sa naissance a été apposée en 1959 par les soins de la municipalité de Pointe-à-Pitre sur sa maison natale qui fait l'angle des rues de Nozières et de l'Abbé Grégoire.
- Une rue de Pointe-à-Pitre (ancienne rue de Turenne) porte le nom du commandant Mortenol ; elle va de la Place de la Victoire au rond-point Mortenol. Le quartier de la nouvelle ville où elle conduit, situé dans la partie Est de Pointe-à-Pitre, porte le nom de cité Mortenol[84].
- Une rue du Commandant-Mortenol est inaugurée en novembre 1984 par Jacques Chirac, maire de Paris, dans le 10e arrondissement de Paris[85].
- Une statue de Camille Mortenol est inaugurée le 3 décembre 1995 sur le quai du Port de Croisière à Pointe-à-Pitre[86],[87].
- Une vedette de la Société nationale de sauvetage en mer porte à Hendaye son nom[43].
- Un timbre « Sosthène Mortenol 1859 - 1930 » est émis en 2018 par La Poste, avec une oblitération 1er jour à Paris à la boutique du timbre Carré d'Encre et à Pointe-à-Pitre (Guadeloupe) le 13 et 14 avril 2018[88].
- Sur les murs du collège-lycée Victor-Duruy (7e arrondissement de Paris), une plaque commémorative célèbre le « polytechnicien, fils d'esclave libéré » qui organisa en 1915 « la première défense antiaérienne de Paris » au sein de cet établissement.

#### Sites Internet
- « Cote LH/1943/46 », base Léonore, ministère français de la Culture
- Mortenol Camille (X 1880), sur le site de la bibliothèque de l’École polytechnique.
- Mortenol, Sosthène Héliodore Camille (X 1880 ; 1859-1930)., sur le site de la bibliothèque de l’École polytechnique.
- Sosthène Mortenol (1880) fils d'esclave, marin et artilleur, sur le site de La Jaune et la Rouge (no 710 décembre 2015).
- Sosthène Mortenol Sosthène Mortenol (X 1880), ou les vertus et les limites de la méritocratie à la fin du XIXe siècle, sur le site de La Jaune et la Rouge (no 773 mars 2022).
- Sosthène Héliodore Camille Mortenol (1859 - 1930) sur le site Espace Tradition de l'École Navale
- Promotions 1880 sur le site Espace Tradition de l'École Navale

#### Vidéo
- [vidéo] « Camille Mortenol de la série Frères d'Armes », sur YouTube, film-portrait raconté par Pascal Légitimus, co-réalisé par Pascal Blanchard et Rachid Bouchareb, 2016, 2 minutes.